# Zákon o rodině (Československo, 1963)
Zákon o rodině byl zákon upravující oblast československého a českého rodinného práva v letech 1964–2013. Pokud nějaké rodinněprávní vztahy neupravoval tento zákon, použila se subsidiárně ustanovení občanského zákoníku (platilo zejména v otázce společného jmění manželů).
Nahradil dřívější zákon č. 265/1949 Sb., o právu rodinném. Po rozdělení Československa platil i na Slovensku, kde byl roku 2005 nahrazen zákonem č. 36/2005 Z.z., o rodine a o zmene a doplnení niektorých zákonov. Od 1. ledna 2014 byl zrušen i v České republice a nahrazen druhou částí nového občanského zákoníku.

## Systematika
Členil se na čtyři části, z toho první tři se dále členila na celkem 16 hlav:
1. Manželství
  - Vznik manželství
  - Neplatnost a neexistence manželství
  - Vztahy mezi manžely
  - Zánik manželství smrtí, prohlášením manžela za mrtvého
  - Rozvod
2. Vztahy mezi rodiči a dětmi
  - Rodičovská zodpovědnost
  - Výchovná opatření
  - Určení rodičovství
  - Osvojení
  - Poručenství a opatrovnictví
3. Výživné
  - Vzájemná vyživovací povinnost rodičů a dětí
  - Vyživovací povinnost mezi ostatními příbuznými
  - Vyživovací povinnost mezi manžely
  - Výživné rozvedeného manžela
  - Příspěvek na výživu a úhradu některých nákladů neprovdané matce
  - Společná ustanovení
4. Závěrečná ustanovení